# زاپوریژستال
زاپوریژستال (اوکراینی: Запорізький металургійний комбінат «Запоріжсталь») شرکت فولاد اوکراینی است، که در سال ۱۹۳۳ تأسیس شد.